# Bangchan General Assembly
Bangchan General Assembly Co., Ltd. è un gruppo automobilistico con sede nel distretto di Khan Na Yao, a Bangkok, Thailandia. Lo stabilimento è una filiale della Phra Nakorn Automobile Company.

## Storia
Bangchan General Assembly è stata fondata nel 1970 come joint venture thailandese-americana con General Motors e la produzione di automobili è iniziata nel 1979.
L'impianto è passato di mano diverse volte:
- 1979 Isuzu Motors (Thailandia) Co., Ltd.
- 1987 Honda Cars (Thailandia) Co., Ltd.
- dal 2005 Phra Nakorn Automobile Group

## Marchi
Fin dall'inizio, BGAC ha assemblato modelli di 14 o 15 marchi diversi, tra cui Daihatsu, Opel e Honda. La produzione Daihatsu è terminata nel 1998. Vengono assemblati anche veicoli commerciali dei marchi Foton e Tata (dal 2017). Dal 2017, BGAC assembla alcuni modelli per Mercedes-Benz (Thailand) Ltd.
La produzione dei veicoli elettrici Neta dovrebbe iniziare nel 2023.